# Wakan Sansai Zue

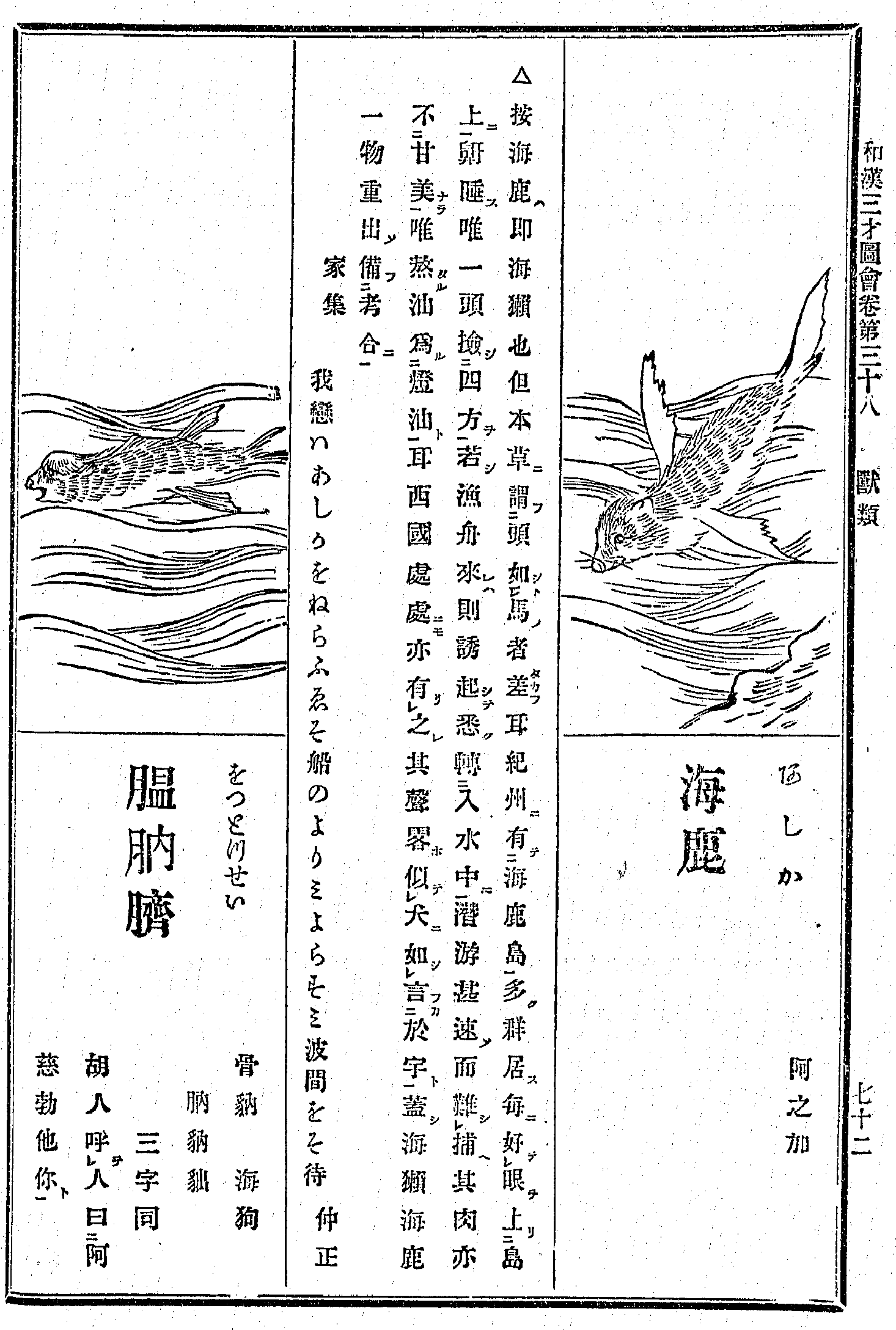
Lobo marino (derecha) y oso marinol, Wakan Sansai Zue, vol 38 p. 72, (ca. 1712).

El Wakan Sansai Zue  (和漢三才図会 lit. "Enciclopedia Ilustrada sino-japonesa de los Tres Reinos"?) es una enciclopedia leishu japonesa publicada en 1712 en el Período Edo. Consiste en 105 volúmenes en 81 libros. Su recopilador fue Terajima Ryōan (Terajima Ryōan (寺島良安?)), un doctor de Osaka. Describe e ilustra diversas actividades de la vida cotidiana, como carpintería y pesca, además de plantas y animales, y constelaciones. Como se puede observar conociendo el significado del título del libro (和 (wa), que significa Japón y (漢 (kan), que significa China), la idea de Terajima estaba basada en las enciclopedias chinas, específicamente en el trabajo de época de la dinastía Ming llamado Sancai Tuhui ("Compendio Ilustrado de los Tres Reinos") por Wang Qi (1607), conocido en Japón como Sansai Zue (三才図会?). Reproducciones del Wakan Sansai Zue todavía se imprimen en Japón.